# Tiago Rodrigues
Tiago Filipe Sousa Nóbrega Rodrigues (Vila Real, 29 januari 1992) - alias Tiago Rodrigues - is een Portugees voetballer die bij voorkeur als middenvelder speelt. Hij verruilde in juli 2013 Vitória SC voor FC Porto.

## Clubcarrière
Vitória SC haalde Tiago Rodrigues in 2008 weg bij Sporting Lissabon. Tijdens het seizoen 2011/12 werd hij uitgeleend aan Amarante, een club die op het derde niveau speelt in Portugal. Op 21 september 2012 debuteerde hij voor Vitória SC tegen Moreirense. Hij speelde mee in de bekerfinale tegen SL Benfica (2-1 winst), waardoor Vitória SC voor het eerst in haar geschiedenis de beker won. Op 16 april 2013 maakte Vitória SC bekend dat Tiago Rodrigues en Ricardo Pereira zouden verkocht worden aan FC Porto. Bij FC Porto kreeg hij het rugnummer 36.

## Interlandcarrière
Tiago Rodrigues speelde voor verschillende Portugese jeugdelftallen. Hij behaalde onder meer vijf caps voor Portugal -21.
3 Djaló ·
4 Otávio ·
5 Marcano ·
6 Eustáquio ·
8 Grujić ·
9 Omorodion ·
10 Vieira ·
11 Pepê ·
12 Sanusi ·
13 Galeno ·
14 Ramos ·
15 Sousa ·
17 Jaime ·
18 Wendell ·
19 Namaso ·
20 Franco ·
21 Navarro ·
22 Varela ·
23 Mário ·
24 Pérez ·
27 Gül ·
52 Fernandes ·
70 Borges ·
74 Moura ·
86 Mora ·
94 Portugal ·
97 Pedro ·
99 D. Costa  ·
Coach: Bruno